# Усана
Уса̀на (на италиански и на сардински: Ussana) е малко градче и община в Южна Италия, провинция Южна Сардиния, автономен регион и остров Сардиния. Разположено е на 97 m надморска височина. Населението на общината е 4263 души (към 2012 г.).